# Eremophysa scrophulariae
Eremophysa scrophulariae är en fjärilsart som beskrevs av Edward P. Wiltshire 1952. Eremophysa scrophulariae ingår i släktet Eremophysa och familjen nattflyn. Inga underarter finns listade i Catalogue of Life.